# Communauté de communes du Sud-Libournais
La communauté de communes du Sud-Libournais  est un ancien établissement public de coopération intercommunale (EPCI) français situé dans le département de la Gironde, en région Nouvelle-Aquitaine, dans la Guyenne girondine.

## Historique
La communauté de communes a été créée par arrêté préfectoral en 2002.
À la suite de la mise en application du schéma départemental de coopération intercommunal (SDCI) le 1er janvier 2017, la communauté de communes disparait au profit de la Communauté d'agglomération du Libournais.

## Composition
La communauté de communes du Sud-Libournais était composée des cinq communes suivantes :
| Nom                   | Code Insee | Gentilé         | Superficie (km2) | Population (dernière pop. légale) | Densité (hab./km2) |
| --------------------- | ---------- | --------------- | ---------------- | --------------------------------- | ------------------ |
| Vayres (siège)        | 33539      | Vayrois         | 14,46            | 3 711 (2014)                      | 257                |
| Arveyres              | 33015      | Arveyrais       | 17,27            | 1 913 (2014)                      | 111                |
| Cadarsac              | 33079      | Cadarsacais     | 2,28             | 330 (2014)                        | 145                |
| Izon                  | 33207      | Izonnais        | 15,59            | 5 466 (2014)                      | 351                |
| Saint-Germain-du-Puch | 33413      | Saint-Germanais | 11,76            | 2 145 (2014)                      | 182                |

## Démographie
| 2011   | 2012   | 2013   |
| ------ | ------ | ------ |
| 13 173 | 13 251 | 13 412 |

## Administration
L'administration de l'intercommunalité reposait, à compter du renouvellement général des conseils municipaux de mars 2014, sur 27 délégués titulaires, Izon disposant de onze sièges, Vayres de sept, Arveyres et Saint-Germain-du-Puch de quatre chacune et Cadarsac d'un.
| Période                                  | Période    | Identité        | Étiquette | Qualité                                           |
| ---------------------------------------- | ---------- | --------------- | --------- | ------------------------------------------------- |
| Les données manquantes sont à compléter. |            |                 |           |                                                   |
|                                          | avril 2014 | Thierry Masson  | DVD       |                                                   |
| avril 2014                               | 2016       | Jacques Legrand |           | Directeur territorial en retraite Maire de Vayres |